# Valter Scavolini
Valter Scavolini (Pesaro, 8 gennaio 1942) è un imprenditore italiano, fondatore con il fratello Elvino dell'azienda Scavolini.

## Biografia
Nel 1962, a 20 anni, dà vita, insieme con il fratello Elvino, ad un laboratorio artigianale che realizza mobili da cucina. Nel 1967 assumerà la denominazione di "Mobilificio F.lli Scavolini" per poi diventare una società per azioni nel 1979, cambiando nome in Scavolini.
Nel 1976, per farsi conoscere di fronte alla proliferazione di aziende di cucina di quegli anni, Valter decide di rivolgersi per la pubblicità alla stampa e alla televisione. Otto anni più tardi, nel 1984, testimonial dell'azienda è Raffaella Carrà, all'apice della carriera. Un giorno vede su un settimanale una foto della Carrà insieme a Sandro Pertini e al Papa con il titolo: "I più amati degli italiani". Da quel titolo nasce lo slogan per l'azienda: "Scavolini, la cucina più amata dagli italiani". Nel 1987 il testimonial passa a Lorella Cuccarini e lo resterà per diciotto anni. Dal 2016 sarà Carlo Cracco.
Valter Scavolini lega il suo nome anche al mondo della pallacanestro italiana. Nel 1975 sponsorizza la Victoria Libertas Pesaro, diviene poi co-proprietario della società ed infine, nel 1982, proprietario unico e per qualche tempo, presidente. Cede la proprietà nel 2003 all'abruzzese Enzo Amadio dopo aver conquistato due scudetti (1987-1988 e 1989-1990), due edizioni della Coppa Italia (1985 e 1992), una Coppa delle Coppe (1982-1983) e numerosi campionati italiani a livello giovanile.
Dalla stagione 2003-2004 ha legato il nome della propria azienda anche alla Robursport Volley Pesaro, società di pallavolo femminile che, sponsorizzata Scavolini, ha conquistato 3 scudetti, una Coppa Italia, quattro Supercoppe, una Coppa CEV ed una Challenge Cup.
Presidente onorario della Victoria Libertas Pesaro, nel 2011 è stato inserito nell'Italia Basket Hall of Fame in qualità di benemerito.
Dal 1982 al 2012 ha sponsorizzato con la sua società il Rossini Opera Festival.

## Vita privata
Sposato con Marisa Bassi, è padre di quattro figli (una di essi, Fabiana, è dal 2017 amministratrice delegata dell'azienda) .